# Ressacada
Het  Estádio Aderbal Ramos da Silva, beter bekend onder de naam Estádio da Ressacada of kortweg Ressacada, is een voetbalstadion dat werd geopend op 15 november 1983 in Florianópolis. Het stadion heeft een maximale capaciteit van ruim 19.000. Het is de thuisbasis van voetbalclub Avaí FC.